# Neivamyrmex angustinodis
Neivamyrmex angustinodis é uma espécie de formiga do gênero Neivamyrmex.